# 브릭스톤

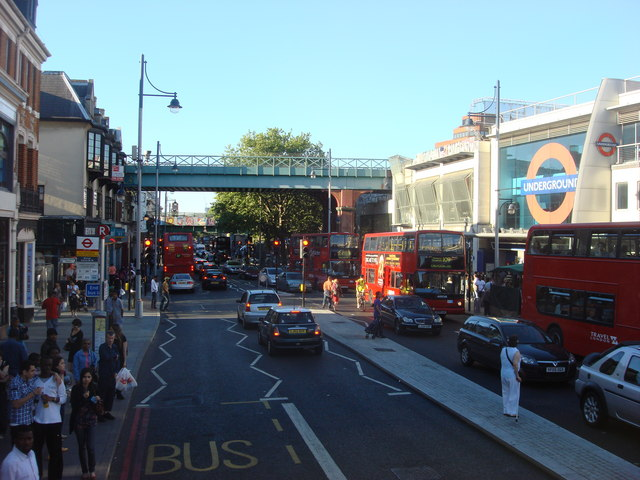
브릭스톤

브릭스톤(Brixton)은 런던의 한 구역이다.
브릭스톤은 영국 런던 램버스 자치구의 일부인 런던 남부 지역이다. 이 지역은 런던 계획에서 그레이터 런던의 35개 주요 센터 중 하나로 식별된다. 브릭스톤은 19세기에 런던 중심부와의 통신이 개선되면서 인구가 급격히 증가했다.
브릭스톤은 브릭스톤 마켓(Brixton Market)과 상당한 소매 부문을 포함하지만 주로 주거 지역이다. 아프리카계 카리브해 출신 인구의 많은 비율을 차지하는 다민족 공동체이다. 런던 도심 지역(Inner London) 내에 있으며 스톡웰(Stockwell), 클래펌(Clapham), 스트리섬(Streatham), 캠버웰(Camberwell), 털스힐(Tulse Hill), 발함(Balham) 및 헌힐(Herne Hill)과 접해 있다. 이 구역에는 Lambeth London Borough Council의 주요 사무실이 있다.
브릭스톤은 런던의 지리적 중심에서 남동쪽으로 4.3km 떨어져 있다. (빅토리아 라인의 브릭스톤 지하철역 근처 지점까지 측정한 기준)